# 해남 현산면 효열부 나주임씨정려
해남 현산면 효열부 나주임씨정려는 대한민국 전라남도 해남군 현산면에 있다. 2006년 1월 1일 해남군의 향토문화유산 제13호로 지정되었다.

## 개요
현산면 두모마을 가운데에 위치하고 있는 효열부나주임씨정려는 효와 열을 겸비한 나주임씨의 덕성을 기리기 위해 어사 성수묵의 특명으로 고종 3년인 1866년 중건된 건물이다. 효열부나주임씨정려는 1895년(고종 32)에 편찬된 <海南三綱錄>효행열행 편에 효열 부나주임씨에 대한 기록이 보이며, 집안에서 펴낸 ‘孝烈林氏旅閣實記’에는 고종 3년인 1866년 중건된 것으로 기록하고 있는데 이후 여러 차례 중수를 거쳐 현재까지 잘 보존되어 오고 있다. 진도 고군면 원포가 친정인 김철산의 처 나주임씨의 정절과 효성을 기리고자 성수묵이장계를 올려 정려를 세우도록 하고 삼강록(三綱錄)에 올렸다고 한다. 관련설화 : 나주 임씨는 15세에 시집왔으나 남편이 일찍 병사하자 맹인 시아버지를 정성껏 봉양하였다. 친정에서 부모가 위급하다고 하여 가 보았으나 개가(改嫁)시키려고 거짓 연락을 한 것임을 알고 맹인시아버지를 봉양하러 다시 돌아오려 하였다. 이에 친정에서는 청년들을 동원하여 강제로 잡아가려하자 바다에 투신하려 했다. 이때 개가 나타나 임씨 부인을 업고 바다를 건네주어 시가에 도착한 임씨는 맹인시아버지를 모시고 평생 정절을 지키며 살다가 죽었다고 한다.